# ミロスワフ・ヘルマシェフスキ
ミロスワフ・ヘルマシェフスキ（Mirosław Hermaszewski、1941年9月15日 - 2022年12月12日 ）は、ポーランドの軍人、飛行士。ポーランド初にして2025年6月2日にスワヴォシュ・ウズナンスキ＝ヴィシニェフスキが国際宇宙ステーションに行くまでは唯一の宇宙飛行士であった。

## 生涯
リプニキ村に生まれる。1961年、中学校を卒業し、デンブリン飛行士軍事航空学校に入校。卒業後、ポーランド防空軍の戦闘航空隊に勤務。
1969年〜1971年、カロル・スヴェルチェフスキ名称参謀本部アカデミー航空学部で学び、優秀で卒業。1975年、戦闘機航空連隊長に任命。
1976年、インターコスモス計画の宇宙飛行士候補に選抜。ガガーリン宇宙飛行士訓練センターで訓練を受けた。
1978年6月27日〜7月5日、ソユーズ30号とサリュート6号で宇宙に滞在。7月5日、ソ連邦英雄称号とレーニン勲章を授与された。
宇宙飛行後、ポーランド軍で勤務を続ける。1981年の戒厳令導入時、救国軍事会議のメンバーに入る。（なお、ヘルマシェフスキは本人の了承を得ず勝手にメンバーリストに加えられたと語っている。）
1982年、モスクワのK.E.ヴォロシーロフ名称参謀本部軍事アカデミーを卒業し、飛行学校校長に任命。その後、ポーランド軍政治総局副総局長となり、1989年の政治将校制度廃止まで在任した。
一等グリュンワルド十字勲章を受章。ポーランド科学アカデミーのN.コペルニク・メダルを受賞。